# YouCam
YouCam(ユーカム)は、サイバーリンクが開発・販売しているWebカメラを用いた写真・動画撮影ソフトウェア。
エフェクト付きの静止画・動画や、画面録画と組み合わせたプレゼンテーション動画などが作成できる。

## 主な機能
ビジネス機能
- PowerPointファイルを使ったプレゼンテーションビデオの作成。
- HDサイズのデスクトップキャプチャ機能による高画質チュートリアルビデオ作成。
- PC に接続した 2台の Web カメラの映像を同時にビデオチャットで相手に表示。

映像監視機能
- 指定した時間内でウェブカメラを利用した映像録画。
- スケジュール管理により特定の時間のみや一定時間ごとの録画。
- ウェブカメラ映像の指定範囲内で動きが生じた際のみ録画。
- 撮影映像を指定メールアドレスに自動送信。

顔認識機能
- ウェブカメラに顔を識別させるだけでPCやWebサイトにログイン。[1]
- ユーザー顔情報を常に検知し、一定の時間ウェブカメラからユーザーの顔情報が取得できない場合にPCを自動的にスリープやログオフ状態に。
- フェイストラッキング機能により動きに合わせてエフェクトなどの動きが自動で変化対応。

エフェクト機能
- 顔の各パーツ、アクセサリーなどをカスタマイズしてビデオチャットで使えるオリジナルのアバターを作成。
- エッジ検出機能を応用したパーティクルエフェクト。
- Augmented Realityを応用した立体オブジェクト

ソーシャルメディア対応
- ウェブカメラで撮影したビデオをYouTube、Facebookへアップロード。
- DirectorZoneから無料エフェクトをダウンロード。
- Yahoo!、Skype、Windows Live Messengerなどのメッセンジャーと組み合わせて利用可能。

## バージョン履歴
YouCam
- 2007年11月12日発売[2]。
- ビデオチャット中に、エモーション、歪曲、フレーム、フィルタ効果を含む49種類のダイナミックエフェクト。
- Windows Live Messenger、Yahoo Messenger、Skype、AOL Instant Messengerに対応。
- キャプチャしたビデオや写真にエフェクトを適用。
- JPEGフォーマットのシングルショットやマルチショットのキャプチャ。
- サイバーリンクのウエブサイトDirectorZoneから無料のエフェクトをダウンロード。

YouCam 2
- 2008年5月7日発売[3]。
- マルチレコーディングモードで予約録画、こま撮り録画、モーションサーチ録画、ライブ録画に対応。
- キャプチャしたビデオをYouTubeにアップロード、またはYouCamから直接ビデオや写真をEメールで送信。
- 録画モードでHDウェブカメラに対応。
- PowerPointや写真ファイルをEメールや他のサイトを介さず共有して、スムーズなプレゼンテーションを実現。
- 頭の動きや表情を読み取り反応する3Dアバター。

YouCam 3
- 2009年6月16日発売[4]。
- エモーションスタンプ、シーン、ヘッドギアガジェット、ビデオレコーディング、アバターなど、エフェクトを大幅追加。
- ユーザーの顔を自動で判断し撮影するフェイストラッキング機能。
- TrueTheater Technologyによるビデオノイズや色、コントラスト、明るさの自動調整。
- Facebook、YouTubeへ直接アップロード。
- HDウェブカメラに対応。
- タッチ操作に対応。

YouCam 4
- 2010年8月24日発売[5]。
- Augmented Realityを取り入れた新エフェクト機能。
- オリジナルのアバター作成機能。
- バラ、雪の結晶、紙吹雪などがWebカメラに映った人の肩や頭の位置を認識して降り積もるインタラクティブなエフェクト。
- 2チャンネルから8チャンネルオーディオに拡張しサラウンド音声再生。
- 日本語、英語、フランス語、ドイツ語、イタリア語、スペイン語、中国語(簡体字)、中国語(繁体字)、韓国語に対応。

YouCam 5
- 2011年7月28日発売[6]。
- PowerPoint ファイルを取り込み、Webカメラを使ったプレゼンテーションビデオを作成。
- 2台のWebカメラの映像を同時に表示。ビデオブログやオンライントレーニングビデオのコンテンツ作成を支援。
- Web カメラで撮影した HD ビデオを YouTube、Facebook、DirectorZone に YouCam から直接公開。
- Augmented Reality特定パターンをWebカメラに認識させ映像中に3Dオブジェクトを合成して表示。
- 顔認識機能を使ってWindows及びWebサイトにログイン。

YouCam 6
- 2013年12月3日発売[7][8]。

YouCam 7
- 2015年7月9日発売[9]。

YouCam 8
- 2018年10月18日発売[10]

YouCam 9
- 2019年11月13日発売[11]

YouCam 10
- 2022年7月7日発売[12]

## YouCam Mobile
- 2012年11月14日、発売[13][14]。
- Windows 8に対応したWindows ストアアプリである。